# Mircea Luca
Mircea Luca (* 3. August 1921 in Zalău; † 28. Juli 2008) war ein rumänischer Fußballspieler.

## Sportlicher Werdegang
Luca spielte bereits in der Jugend für Universitatea Cluj. Ende der 1930er Jahre debütierte er für die Wettkampfmannschaft des Klubs, mit der er bis zu seinem Karriereende 1956 in der Divizia A und der Divizia B unter anderem an der Seite von Ștefan Kovács auflief. Im Endspiel um den rumänischen Pokal 1948/49 verpasste er durch eine 1:2-Niederlage gegen CSCA Bukarest nur knapp einen Titelgewinn. Ab 1959 Jahre trainierte er den Klub zeitweise, der damals als Știința Cluj in der ersten Liga antrat.
Hauptberuflich war Luca als Arzt tätig und hielt einen Doktortitel. Er starb im Sommer 2008 kurz vor seinem 87. Geburtstag. Ihm zu Ehren wurde posthum vor der Cluj Arena, der Heimstätte seines langjährigen Klubs, eine Statue errichtet.